# ال‌پی‌آی مدیا

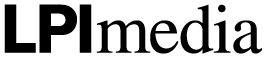

ال‌پی‌آی مدیا (شرکت سهامی خاص) (به انگلیسی: LPI Media) بزرگترین ناشر آثار مرتبط با گی‌ها و لزبین‌ها در آمریکا است. دگرباشان جنسی عمده مصرف‌کنندهٔ محصولات این شرکت که شامل مجله، کتاب و وبگاههای مختلف می‌شود، هستند. شمارگان نشریه‌های منتشر شده توسط ال‌پی‌آی میدیا بیش از هشت میلیون و دویست هزار نسخه در سال است. ماهنامه‌های اَدوُکِیت و اَوت پرمخاطب‌ترین مجله‌های دگرباشان جنسی در کشور آمریکا متعلق به ال‌پی‌آی میدیا هستند. وبگاه‌های Advocate.com و OUT.com نیز مانند خود مجله‌ها تعداد مخاطب قابل توجهی دارند.